# NGC 6458
NGC 6458 је лентикуларна галаксија у сазвежђу Херкул која се налази на NGC листи објеката дубоког неба.
Деклинација објекта је + 20° 48' 17" а ректасцензија 17h 49m 10,9s. Привидна величина (магнитуда) објекта NGC 6458 износи 14,1 а фотографска магнитуда 15,1. NGC 6458 је још познат и под ознакама UGC 10994, MCG 3-45-29, CGCG 112-51, KCPG 525A, NPM1G +20.0530, PGC 60911.